# Geōrgios Tzavellas
Geōrgios Tzavellas (in greco: Γεώργιος Τζαβέλλας; Vironos, 26 novembre 1987) è un dirigente sportivo ed ex calciatore greco, di ruolo difensore, responsabile della sezione calcistica del Panathīnaïkos.

## Carriera

### Club
Tzavellas ha iniziato la sua carriera professionistica nel club greco del Kerkyra FC, collezionando 23 presenze (2 reti) in una stagione e mezza di militanza in Beta Ethniki.
Nel gennaio 2008 si è trasferito al Panionios, club di Super League greca, per oltre 200.000 euro e gli viene assegnata la maglia numero 31. Nella stagione 2007-2008 non ha debuttato in prima squadra; l'esordio risale invece alla stagione 2008-2009 e più precisamente al 13 settembre 2008 contro il Panserraikos. In questa annata ha totalizzato 17 presenze (2 reti).
Il 31 gennaio 2012 approda ai francesi del Monaco
Alla fine della sessione estiva di calciomercato della stagione 2013/2014 il giocatore passa al PAOK a parametro zero dal Monaco, firmando un contratto quadriennale.

### Nazionale
Il 15 novembre 2009 viene convocato per la prima volta dalla nazionale greca allenata da Otto Rehhagel, per un incontro contro l'Ucraina, valido per il ritorno dei play-off del campionato del mondo 2010. La partita si è disputata tre giorni dopo (1-0 per gli ellenici) ma Tzavellas non ha giocato.
Nel maggio 2010 viene inserito nella lista preliminare di 30 elementi convocati per il campionato del mondo 2010.

## Statistiche

### Presenze e reti nei club
Statistiche aggiornate al 10 maggio 2019.
| Stagione                     | Squadra                      | Campionato                   | Campionato | Campionato | Coppe nazionali | Coppe nazionali | Coppe nazionali | Coppe continentali | Coppe continentali | Coppe continentali | Altre coppe | Altre coppe | Altre coppe | Totale | Totale |
| Stagione                     | Squadra                      | Comp                         | Pres       | Reti       | Comp            | Pres            | Reti            | Comp               | Pres               | Reti               | Comp        | Pres        | Reti        | Pres   | Reti   |
| ---------------------------- | ---------------------------- | ---------------------------- | ---------- | ---------- | --------------- | --------------- | --------------- | ------------------ | ------------------ | ------------------ | ----------- | ----------- | ----------- | ------ | ------ |
| 2010-2011                    | Eintracht Francoforte        | BL                           | 25         | 1          | CG              | 3               | 1               | -                  | -                  | -                  | -           | -           | -           | 28     | 2      |
| 2011-gen. 2012               | Eintracht Francoforte        | ZL                           | 2          | 0          | CG              | 0               | 0               | -                  | -                  | -                  | -           | -           | -           | 2      | 0      |
| Totale Eintracht Francoforte | Totale Eintracht Francoforte | Totale Eintracht Francoforte | 27         | 1          |                 | 3               | 1               |                    | -                  | -                  |             | -           | -           | 30     | 2      |
| gen.-giu. 2012               | Monaco                       | L2                           | 14         | 1          | CF+CdL          | -               | -               | -                  | -                  | -                  | -           | -           | -           | 14     | 1      |
| 2012-2013                    | Monaco                       | L2                           | 24         | 2          | CF+CdL          | 0+3             | 0               | -                  | -                  | -                  | -           | -           | -           | 27     | 2      |
| Totale Monaco                | Totale Monaco                | Totale Monaco                | 38         | 3          |                 | 3               | 0               |                    | -                  | -                  |             | -           | -           | 41     | 3      |
| 2013-2014                    | PAOK                         | SL                           | 19+5       | 2          | CG              | 8               | 0               | UEL                | 4                  | 0                  | -           | -           | -           | 36     | 2      |
| 2014-2015                    | PAOK                         | SL                           | 13+6       | 1          | CG              | 0               | 0               | UEL                | 4                  | 0                  | -           | -           | -           | 23     | 1      |
| 2015-2016                    | PAOK                         | SL                           | 26+4       | 2          | CG              | 5               | 0               | UEL                | 10                 | 0                  | -           | -           | -           | 45     | 2      |
| 2016-gen. 2017               | PAOK                         | SL                           | 5          | 0          | CG              | 0               | 0               | UCL+UEL            | 2+5                | 0+1                | -           | -           | -           | 12     | 1      |
| Totale PAOK                  | Totale PAOK                  | Totale PAOK                  | 63+15      | 5          |                 | 13              | 0               |                    | 25                 | 1                  |             | -           | -           | 116    | 6      |
| gen.-giu. 2017               | Alanyaspor                   | SL                           | 15         | 1          | TK              | -               | -               | -                  | -                  | -                  | -           | -           | -           | 15     | 1      |
| 2017-2018                    | Alanyaspor                   | SL                           | 29         | 0          | TK              | 1               | 0               | -                  | -                  | -                  | -           | -           | -           | 30     | 0      |
| 2018-2019                    | Alanyaspor                   | SL                           | 27         | 1          | TK              | 3               | 0               | -                  | -                  | -                  | -           | -           | -           | 30     | 1      |
| 2019-2020                    | Alanyaspor                   | SL                           | 18         | 1          | TK              | 9               | 2               | -                  | -                  | -                  | -           | -           | -           | 27     | 3      |
| 2020-2021                    | Alanyaspor                   | SL                           | 35         | 2          | TK              | 2               | 0               | UEL                | 1                  | -                  | -           | -           | -           | 38     | 2      |
| Totale Alanyaspor            | Totale Alanyaspor            | Totale Alanyaspor            | 124        | 5          |                 | 15              | 2               |                    | 1                  | 0                  |             | -           | -           | 140    | 7      |
| 2021-2022                    | AEK Atene                    | SL                           | 20+8       | 2+0        | CG              | 3               | 0               | UECL               | 2                  | 0                  | -           | -           | -           | 33     | 2      |
| 2022-2023                    | AEK Atene                    | SL                           | 8+5        | 0          | CG              | 5               | 0               | -                  | -                  | -                  | -           | -           | -           | 18     | 0      |
| Totale AEK Atene             | Totale AEK Atene             | Totale AEK Atene             | 28+13      | 2+0        |                 | 8               | 0               |                    | 2                  | 0                  |             | -           | -           | 51     | 2      |
| ago. 2023                    | Pendikspor                   | SL                           | 1          | 0          | TK              | 0               | 0               | -                  | -                  | -                  | -           | -           | -           | 1      | 0      |
| Totale carriera              | Totale carriera              | Totale carriera              | 309        | 16         |                 | 42              | 3               |                    | 28                 | 1                  |             | -           | -           | 379    | 20     |

### Cronologia presenze e reti in nazionale
| Cronologia completa delle presenze e delle reti in nazionale ― Grecia | Cronologia completa delle presenze e delle reti in nazionale ― Grecia | Cronologia completa delle presenze e delle reti in nazionale ― Grecia | Cronologia completa delle presenze e delle reti in nazionale ― Grecia | Cronologia completa delle presenze e delle reti in nazionale ― Grecia | Cronologia completa delle presenze e delle reti in nazionale ― Grecia | Cronologia completa delle presenze e delle reti in nazionale ― Grecia | Cronologia completa delle presenze e delle reti in nazionale ― Grecia |
| Data                                                                  | Città                                                                 | In casa                                                               | Risultato                                                             | Ospiti                                                                | Competizione                                                          | Reti                                                                  | Note                                                                  |
| --------------------------------------------------------------------- | --------------------------------------------------------------------- | --------------------------------------------------------------------- | --------------------------------------------------------------------- | --------------------------------------------------------------------- | --------------------------------------------------------------------- | --------------------------------------------------------------------- | --------------------------------------------------------------------- |
| 7-9-2010                                                              | Zagabria                                                              | Croazia                                                               | 0 – 0                                                                 | Grecia                                                                | Qual. Euro 2012                                                       | -                                                                     | 46’                                                                   |
| 8-10-2010                                                             | Il Pireo                                                              | Grecia                                                                | 1 – 0                                                                 | Lettonia                                                              | Qual. Euro 2012                                                       | -                                                                     |                                                                       |
| 17-11-2010                                                            | Vienna                                                                | Austria                                                               | 1 – 2                                                                 | Grecia                                                                | Amichevole                                                            | -                                                                     |                                                                       |
| 9-2-2011                                                              | Larissa                                                               | Grecia                                                                | 1 – 0                                                                 | Canada                                                                | Amichevole                                                            | -                                                                     |                                                                       |
| 26-3-2011                                                             | Ta' Qali                                                              | Malta                                                                 | 0 – 1                                                                 | Grecia                                                                | Qual. Euro 2012                                                       | -                                                                     | 57’                                                                   |
| 31-5-2012                                                             | Kufstein                                                              | Armenia                                                               | 0 – 1                                                                 | Grecia                                                                | Amichevole                                                            | -                                                                     | 60’                                                                   |
| 16-6-2012                                                             | Varsavia                                                              | Grecia                                                                | 1 – 0                                                                 | Russia                                                                | Euro 2012 - 1º turno                                                  | -                                                                     |                                                                       |
| 22-6-2012                                                             | Danzica                                                               | Germania                                                              | 4 – 2                                                                 | Grecia                                                                | Euro 2012 - Quarti di finale                                          | -                                                                     | 46’                                                                   |
| 22-3-2013                                                             | Zenica                                                                | Bosnia ed Erzegovina                                                  | 3 – 1                                                                 | Grecia                                                                | Qual. Mondiali 2014                                                   | -                                                                     | 35’ 46’                                                               |
| 7-6-2013                                                              | Vilnius                                                               | Lituania                                                              | 0 – 1                                                                 | Grecia                                                                | Qual. Mondiali 2014                                                   | -                                                                     | 46’                                                                   |
| 10-9-2013                                                             | Il Pireo                                                              | Grecia                                                                | 1 – 0                                                                 | Lettonia                                                              | Qual. Mondiali 2014                                                   | -                                                                     | 74’                                                                   |
| 5-3-2014                                                              | Atene                                                                 | Grecia                                                                | 0 – 2                                                                 | Corea del Sud                                                         | Amichevole                                                            | -                                                                     | 82’                                                                   |
| 3-6-2014                                                              | Chester                                                               | Nigeria                                                               | 0 – 0                                                                 | Grecia                                                                | Amichevole                                                            | -                                                                     |                                                                       |
| 13-11-2015                                                            | Lussemburgo                                                           | Lussemburgo                                                           | 1 – 0                                                                 | Grecia                                                                | Amichevole                                                            | -                                                                     |                                                                       |
| 17-11-2015                                                            | Istanbul                                                              | Turchia                                                               | 0 – 0                                                                 | Grecia                                                                | Amichevole                                                            | -                                                                     | 90+2’                                                                 |
| 24-3-2016                                                             | Atene                                                                 | Grecia                                                                | 2 – 1                                                                 | Montenegro                                                            | Amichevole                                                            | 1                                                                     |                                                                       |
| 29-3-2016                                                             | Atene                                                                 | Grecia                                                                | 2 – 3                                                                 | Islanda                                                               | Amichevole                                                            | -                                                                     | 81’                                                                   |
| 7-6-2016                                                              | Sydney                                                                | Australia                                                             | 1 – 2                                                                 | Grecia                                                                | Amichevole                                                            | -                                                                     |                                                                       |
| 1-9-2016                                                              | Eindhoven                                                             | Paesi Bassi                                                           | 1 – 2                                                                 | Grecia                                                                | Amichevole                                                            | -                                                                     |                                                                       |
| 6-9-2016                                                              | Faro                                                                  | Gibilterra                                                            | 1 – 4                                                                 | Grecia                                                                | Qual. Mondiali 2018                                                   | -                                                                     |                                                                       |
| 7-10-2016                                                             | Atene                                                                 | Grecia                                                                | 2 – 0                                                                 | Cipro                                                                 | Qual. Mondiali 2018                                                   | -                                                                     | 88’                                                                   |
| 9-11-2016                                                             | Atene                                                                 | Grecia                                                                | 0 – 1                                                                 | Bielorussia                                                           | Amichevole                                                            | -                                                                     | 75’                                                                   |
| 13-11-2016                                                            | Atene                                                                 | Grecia                                                                | 1 – 1                                                                 | Bosnia ed Erzegovina                                                  | Qual. Mondiali 2018                                                   | 1                                                                     | 90+4’                                                                 |
| 25-3-2017                                                             | Bruxelles                                                             | Belgio                                                                | 1 – 1                                                                 | Grecia                                                                | Qual. Mondiali 2018                                                   | -                                                                     | 42’, 90+5’                                                            |
| 31-8-2017                                                             | Il Pireo                                                              | Grecia                                                                | 0 – 0                                                                 | Estonia                                                               | Qual. Mondiali 2018                                                   | -                                                                     |                                                                       |
| 3-9-2017                                                              | Il Pireo                                                              | Grecia                                                                | 1 – 2                                                                 | Belgio                                                                | Qual. Mondiali 2018                                                   | -                                                                     |                                                                       |
| 7-10-2017                                                             | Nicosia                                                               | Cipro                                                                 | 1 – 2                                                                 | Grecia                                                                | Qual. Mondiali 2018                                                   | -                                                                     |                                                                       |
| 9-11-2017                                                             | Zagabria                                                              | Croazia                                                               | 4 – 1                                                                 | Grecia                                                                | Qual. Mondiali 2018                                                   | -                                                                     |                                                                       |
| 27-3-2018                                                             | Zurigo                                                                | Egitto                                                                | 0 – 1                                                                 | Grecia                                                                | Amichevole                                                            | -                                                                     |                                                                       |
| 11-9-2018                                                             | Budapest                                                              | Ungheria                                                              | 2 – 1                                                                 | Grecia                                                                | UEFA Nations League 2018-2019 - 1º turno                              | -                                                                     | 35’ 46’                                                               |
| 15-10-2018                                                            | Helsinki                                                              | Finlandia                                                             | 2 – 0                                                                 | Grecia                                                                | UEFA Nations League 2018-2019 - 1º turno                              | -                                                                     | 46’                                                                   |
| 7-10-2020                                                             | Klagenfurt am Wörthersee                                              | Austria                                                               | 2 – 1                                                                 | Grecia                                                                | Amichevole                                                            | -                                                                     |                                                                       |
| 11-10-2020                                                            | Amarousio                                                             | Grecia                                                                | 2 – 0                                                                 | Moldavia                                                              | UEFA Nations League 2020-2021 - 1º turno                              | -                                                                     |                                                                       |
| 14-10-2020                                                            | Amarousio                                                             | Grecia                                                                | 0 – 0                                                                 | Kosovo                                                                | UEFA Nations League 2020-2021 - 1º turno                              | -                                                                     |                                                                       |
| 15-11-2020                                                            | Chișinău                                                              | Moldavia                                                              | 0 – 2                                                                 | Grecia                                                                | UEFA Nations League 2020-2021 - 1º turno                              | -                                                                     |                                                                       |
| 18-11-2020                                                            | Atene                                                                 | Grecia                                                                | 0 – 0                                                                 | Slovenia                                                              | UEFA Nations League 2020-2021 - 1º turno                              | -                                                                     | 56’ 79’                                                               |
| 25-3-2021                                                             | Granada                                                               | Spagna                                                                | 1 – 1                                                                 | Grecia                                                                | Qual. Mondiali 2022                                                   | -                                                                     |                                                                       |
| 31-3-2021                                                             | Salonicco                                                             | Grecia                                                                | 1 – 1                                                                 | Georgia                                                               | Qual. Mondiali 2022                                                   | -                                                                     |                                                                       |
| 3-6-2021                                                              | Bruxelles                                                             | Belgio                                                                | 1 – 1                                                                 | Grecia                                                                | Amichevole                                                            | 1                                                                     |                                                                       |
| 6-6-2021                                                              | Malaga                                                                | Norvegia                                                              | 1 – 2                                                                 | Grecia                                                                | Amichevole                                                            | -                                                                     |                                                                       |
| 5-9-2021                                                              | Pristina                                                              | Kosovo                                                                | 1 – 1                                                                 | Grecia                                                                | Qual. Mondiali 2022                                                   | -                                                                     | 6’                                                                    |
| 8-9-2021                                                              | Atene                                                                 | Grecia                                                                | 2 – 1                                                                 | Svezia                                                                | Qual. Mondiali 2022                                                   | -                                                                     |                                                                       |
| 9-10-2021                                                             | Batumi                                                                | Georgia                                                               | 0 – 2                                                                 | Grecia                                                                | Qual. Mondiali 2022                                                   | -                                                                     | 68’                                                                   |
| 11-11-2021                                                            | Atene                                                                 | Grecia                                                                | 0 – 1                                                                 | Spagna                                                                | Qual. Mondiali 2022                                                   | -                                                                     | 90+3’                                                                 |
| 14-11-2021                                                            | Amarousio                                                             | Grecia                                                                | 1 – 1                                                                 | Kosovo                                                                | Qual. Mondiali 2022                                                   | -                                                                     | 80’                                                                   |
| 2-6-2022                                                              | Belfast                                                               | Irlanda del Nord                                                      | 0 – 1                                                                 | Grecia                                                                | UEFA Nations League 2022-2023 - 1º turno                              | -                                                                     | 82’                                                                   |
| 9-6-2022                                                              | Volo                                                                  | Grecia                                                                | 3 – 0                                                                 | Cipro                                                                 | UEFA Nations League 2022-2023 - 1º turno                              | -                                                                     | 24’                                                                   |
| 17-11-2022                                                            | Ta' Qali                                                              | Malta                                                                 | 2 – 2                                                                 | Grecia                                                                | Amichevole                                                            | -                                                                     | 46’                                                                   |
| 16-6-2023                                                             | Atene                                                                 | Grecia                                                                | 2 – 1                                                                 | Irlanda                                                               | Qual. Euro 2024                                                       | -                                                                     | 90+4’ 90+6’                                                           |
| 17-11-2023                                                            | Atene                                                                 | Grecia                                                                | 2 – 0                                                                 | Nuova Zelanda                                                         | Amichevole                                                            | -                                                                     | 90’                                                                   |
| Totale                                                                |                                                                       | Presenze                                                              | 50                                                                    |                                                                       | Reti                                                                  | 3                                                                     |                                                                       |

## Palmarès

### Club

#### Competizioni nazionali
- Ligue 2: 1

Monaco: 2012-2013
- Campionato greco: 1

AEK Atene: 2022-2023
- Coppa di Grecia: 1

AEK Atene: 2022-2023